# Soběslavice
Soběslavice település Csehországban, Libereci járásban. Soběslavice Pěnčín, Svijanský Újezd, Vlastibořice és Kobyly településekkel határos. Lakosainak száma 173 fő (2024. január 1.).

## Népesség
A település lakosságának változását az alábbi diagram mutatja:
| Lakosok száma | 471  | 487  | 420  | 269  | 183  | 132  | 171  | 173  | 164  | 173  |
|               | 1869 | 1890 | 1921 | 1950 | 1980 | 2001 | 2017 | 2019 | 2022 | 2024 |